# Emmanuel Amunike
Emmanuel Amunike, född den 25 december 1970 i Ezo Obodo i Nigeria, är en nigeriansk före detta fotbollsspelare, senare tränare. Vid fotbollsturneringen under OS 1996 i Atlanta deltog han i det nigerianska lag som tog guld. Han spelade bland annat för Zamalek SC, Sporting Lissabon och FC Barcelona.
Han är äldre bror till Kevin Amuneke och Kingsley Amuneke vilka båda har spelat i Sverige, bland annat i Landskrona BoIS.